# Heinrich Kipper

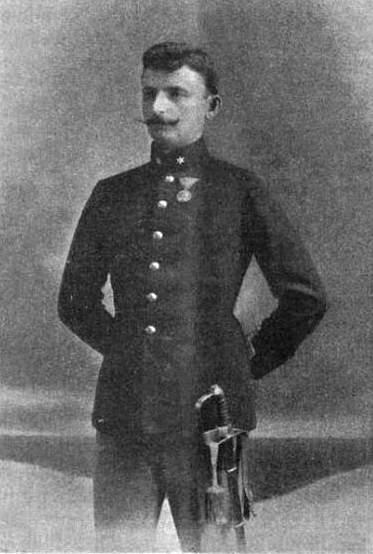
Heinrich Kipper

Heinrich Kipper (* 16. Dezember 1875 in Illischestie, Bukowina; † 10. März 1959 in Hollabrunn, Niederösterreich) war ein bukowinadeutscher Lehrer, Dramatiker, Schriftsteller, Journalist und Mundartdichter.

## Leben
Heinrich Kipper leitete den Bukowiner Boten und die Freie Lehrerzeitung (1901–1908). Als Lehrer engagierte er sich auch politisch im Interesse seiner Berufskollegen und zog für die Bukowiner Deutschnationalen in den Czernowitzer Gemeinderat ein. 1914 wurde er zum Mitglied der Deutschen Prüfungskommission für Volks- und Bürgerschulen in Czernowitz ernannt. Raimund Friedrich Kaindl nannte ihn den „bedeutendsten Dialektdichter des Buchenlandes“. Er schrieb in einer stark pfälzisch geprägten karpatenschwäbischen Mundart. Kipper war ein überzeugter Verfechter der Kriegsidee im Ersten Weltkrieg – wie viele Intellektuelle jener Zeit – und wurde im Rang eines Oberleutnants als Bataillonskommandant in seiner Heimat Bukowina am 1. Januar 1915 so schwer verwundet, dass ihm ein Bein amputiert werden musste. Im gleichen Jahr wurde er zum Professor an der Lehrerinnenbildungsanstalt in Czernowitz ernannt.

## Verhältnis zum Nationalsozialismus
Kippers 1942 erschienener Roman Deutschland, wir kommen schildert das Leben der Deutschen in der Bukowina und stellt den Nationalsozialismus als das ideale Regime dar. 1948 bestätigte der Verlag Karl Kühne in einem Schreiben an Kipper rechtsverbindlich, dass dieser Roman von ihm unter dem Titel Heimat beim Verlag eingereicht wurde und dass Kipper auf die Wahl des endgültigen Titels keinen Einfluss hatte. Im selben Brief heißt es, dass Kipper mit einer Jüdin verheiratet und kein Nationalsozialist war. Dennoch wird Kipper zu „den ‚volksdeutschen‘ und sich zum Nationalsozialismus bekennenden Heimatdichtern“ gerechnet und als „nazifreundlicher Romanproduzent“ bezeichnet.

## Werke
- Aus dem Tagebuche eines österreichischen Gendarmen, Eigenverlag, 1912.
- Johannes Kardinal von Geissel, Erzbischof von Köln, 1914.
- Lieder eines Verwundeten (24 vertonte Texte), Leipziger Verlagsanstalt, C.F.W. Siegel, 1916.
- Aus Wunden und Wonnen. Tagebuchblätter aus dem Wiener Lazarett, Müller & Fröhlich, um 1916.
- Die Teufelsschmiede (Volksstück), 1923.
- Die Enterbten, Österreichischer Bundesverlag, 1925.
- Das alte und das neue Jahr (Silvesterszene), 1928.
- Der Tugendschwur aus Zamka (Roman), 1928.
- Friedrich Ludwig Jahn. Der Alte im Barte. Schauspiel in vier Aufzügen, Strauch Verlag, Leipzig, 1928.
- Josef Hieß und sein Rassendrama, Gänserndorf, Buchdruckerei „Gutenberg“ Gregor Benisch, 1929.
- Der Festwart – Reden, Gedichte, Vorträge und Sprüche für Volk, Heimat, Vaterland, zu allen festlichen Anlässen, Polst Verlag, Salzburg, 1934.
- Der Grenzlandapostel, Bauer Verlag, Wien, 1934.
- Der Stewart. Ein Vortragsbuch, Anton Polst Verlag, Salzburg, 1934.
- Mei Ährefeld – Mundartgedichte aus dem Buchenland, Wahl Verlag Stuttgart, 1938.
- Deutschland, wir kommen! Roman um ein volksdeutsches Schicksal, K. Kühne, Wien, 1942.
- Die Grenzlandapostel – Heilige Heimaterde. Roman aus Südosteuropa, Landsmannschaft der Buchenlanddeutschen, München, 1984.
- Zirkuskinder (Roman), Europäischer Verlag, Wien, 1974.